# Bertia morwokształtna

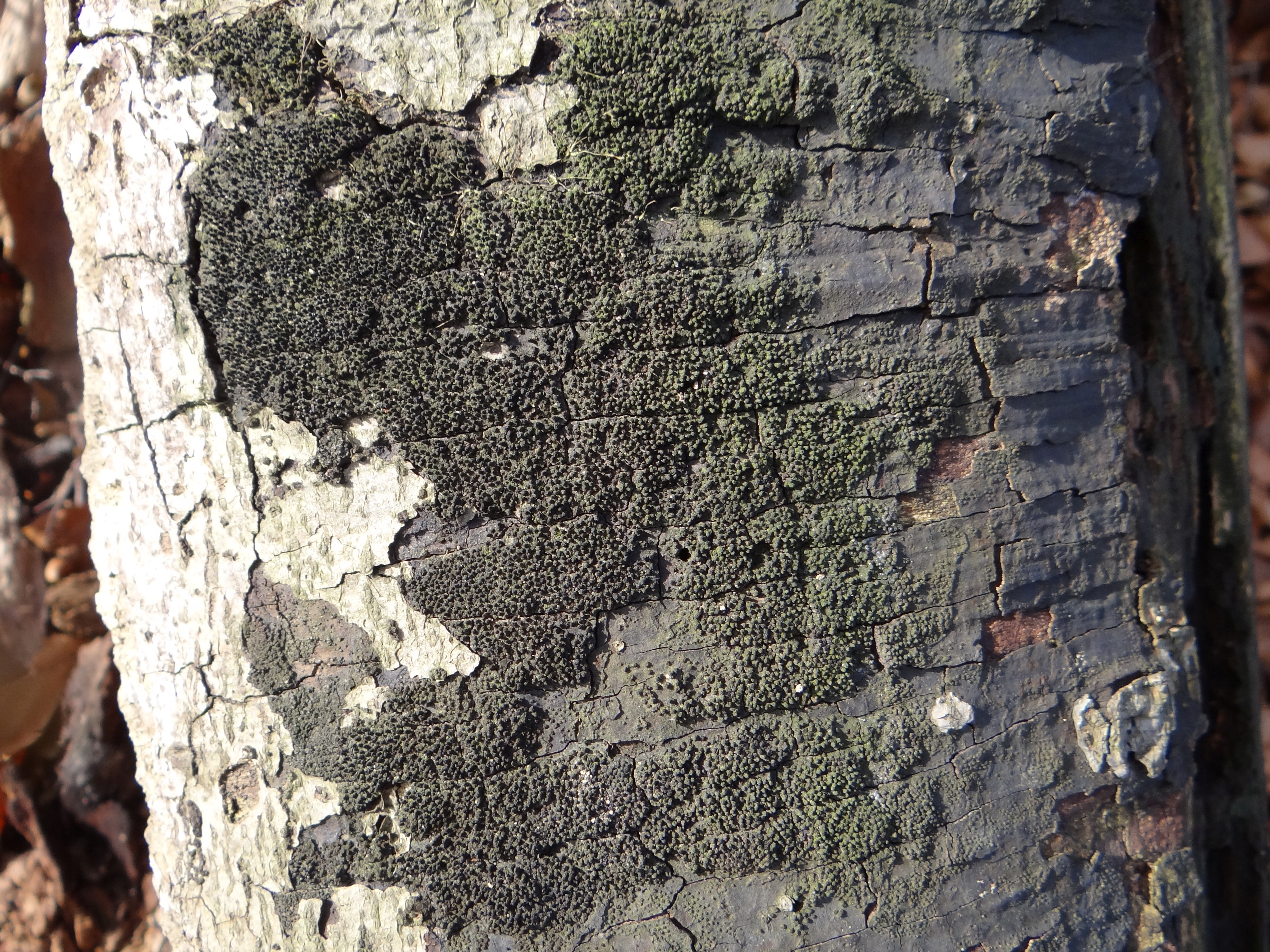
Morfologia

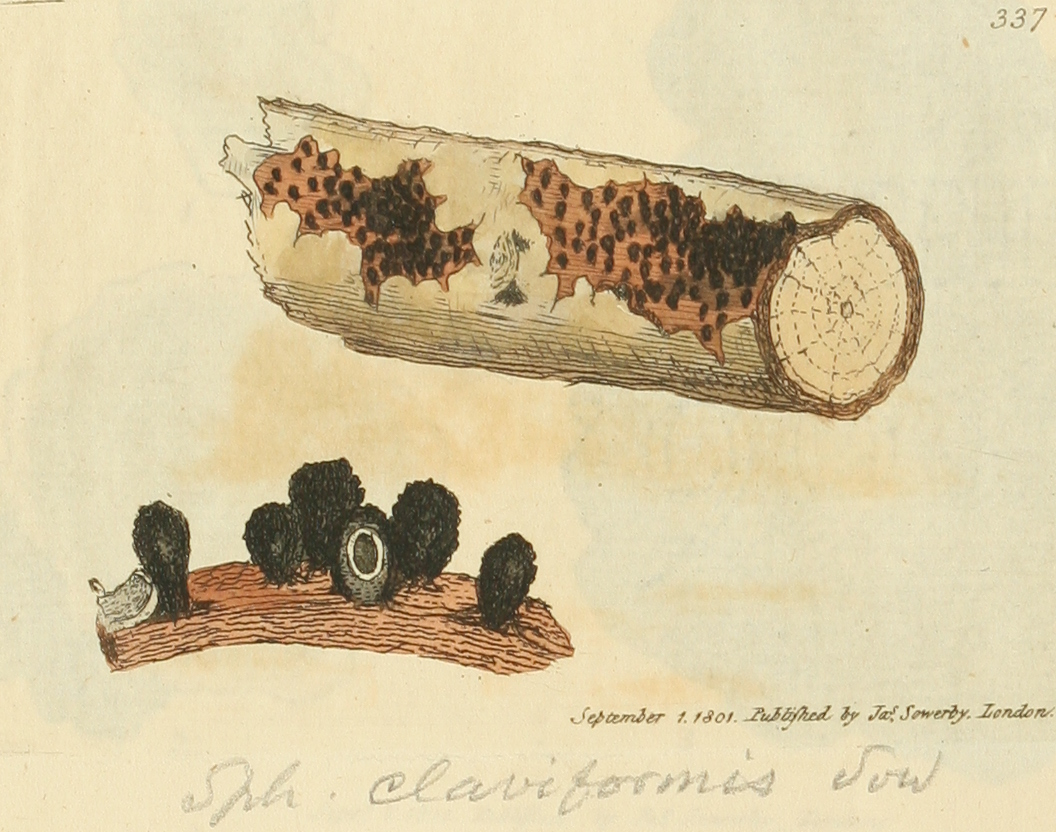

Bertia morwokształtna (Bertia moriformis (Tode) De Not.) – gatunek grzybów z klasy Sordariomycetes.

## Systematyka i nazewnictwo
Pozycja w klasyfikacji według Index Fungorum: Bertia, Bertiaceae, Coronophorales, Hypocreomycetidae, Sordariomycetes, Pezizomycotina, Ascomycota, Fungi.
Po raz pierwszy zdiagnozował go w 1791 r. Heinrich Julius Tode nadając mu nazwę Sphaeria moriformis. Obecną, uznaną przez Index Fungorum nazwę nadał mu Giuseppe De Notaris w 1809 r.
Synonimy:

- Astoma moriforme (Tode) Gray 1821
- Bertia moriformis f. macrospora Sibilia 1929
- Bertia moriformis (Tode) De Not. 1844 f. moriformis
- Bertia moriformis (Tode) De Not. 1844 var. moriformis
- Bertia moriformis var. multiseptata Sivan. 1978
- Bertia multiseptata (Sivan.) Huhndorf, A.N. Mill. & F.A. Fernández 2004
- Psilosphaeria moriformis (Tode) Stev. 1879
- Sphaeria claviformis Sowerby 1803
- Sphaeria moriformis Tode 1791
- Sphaeria rubiformis Sowerby 1803
- Sphaeria rugosa Grev.

W 2024 Komisja ds. Polskiego Nazewnictwa Grzybów Polskiego Towarzystwa Mykologicznego zarekomendowała używanie nazwy bertia morwokształtna.

## Morfologia
Na podłożu w luźnych lub zwartych skupiskach tworzy czarne owocniki o wysokości ok. 1 mm i szerokości 0,7 mm. Wyglądem przypominają jeżynę. Subikulum brak. Ściana dwuwarstwowa. Zewnętrzna warstwa zbudowana z ciemnobrązowych, grubościennych komórek z przestworami międzykomórkowymi, wewnętrzna z komórek hialinowych, cienkościennych i ściśle do siebie przylegających. Na szczycie ostium zbudowane z cienkościennych, koncentrycznie ułożonych komórek. Wewnątrz owocnika śluzowata substancja i unitunikowe, wcześnie rozpadające się, maczugowate, 8-zarodnikowe worki o rozmiarach 190–286 × 16–23 μm. Osadzone są na trzonkach o długości do 128 μm. Zarodniki hialinowe, kiełbaskowate o końcach zaokrąglonych lub ostrych, przeważnie z jedną przegrodą, rzadko z dwiema lub trzema. Mają rozmiar 38–69 × 7–10 μm.

## Występowanie i siedlisko
Podano występowanie tego gatunku w Europie, Ameryce, Chinach, na Tajwanie. W Europie jest bardzo pospolity. W piśmiennictwie naukowym na terenie Polski podano wiele jego stanowisk.
Rozwija się na martwym drewnie; na pniach gałęziach, gałązkach wielu gatunków drzew. W Polsce notowany na klonie zwyczajnym, klonie jaworze, buku zwyczajnym, jodle pospolitej, sośnie pospolitej, a także na podkładkach drewniaka wielokształtnego.